# Parti libéral (Uruguay)
Pour les articles homonymes, voir Parti libéral.
Le Parti libéral (Partido Liberal en espagnol) est un parti politique uruguayen fondé en 2002. Son idéologie est le libéralisme. Le parti considère que l'apogée économique de l'Uruguay à la fin du XIXe siècle était la conséquence de l'application des initiatives politiques fondées dans les idées libérales, et que leur abandon de la part des gouvernements successifs à partir de la période Batllista a déterminé le processus de détérioration sociale et économique dont souffre le pays depuis 1955.

## Histoire
Le 22 août 2002, neuf citoyens uruguayens se sont unis et ont fondé le Parti libéral. Ces neuf Uruguayens se sont mis d'accord dans un Programme de Principes, ils ont donné au Parti libéral une lettre organique, ils ont nommé le premier directoire et Julio Vera comme premier président ; une semaine plus tard ils ont présenté à la Cour électorale la demande de devise (voir Loi de devises).
Après une attente de plus d'une année le Parti libéral a obtenu sa devise de la Cour électorale, par résolution officielle de cette corporation le 21 janvier 2004, communiquée aux intéressés le 30 janvier 2004. À partir de ce moment, le Parti libéral a été habilité pour employer la devise Parti libéral dans le processus électoral qui devait avoir lieu cette même année dans la république orientale de l'Uruguay.
En accord avec la Constitution en vigueur en 2004, la première instance du processus électoral a consisté en élections internes, où chaque parti a choisi ceux qui intégreront sa Convention (voir Régime électoral de l'Uruguay) et le candidat qui participera à l'élection présidentielle. Dans cette instance, le Parti libéral a obtenu un peu plus de 1 500 votes, et Julio Vera a été élu comme candidat.
La Ire convention libérale s'est réunie le 22 août 2004 à Montevideo. Selon la Constitution et les lois de la république orientale de l'Uruguay, la Convention a réalisé l'élection des autorités pour la période 2004-2009 et l'élection du « compagnon de formule » (c'est-à-dire, celui qui accompagne le candidat à la fonction président et qui « est élu » comme vice-président au cas où le parti gagnerait l'élection). À cette occasion, l'élection d'autorités a déterminé la continuité de Julio Vera comme président du Parti Libéral et Jorge Borlandelli en tant que « compagnon de formule » ou candidat à la vice-présidence.
Dans la dernière instance du processus électoral de 2004, aux élections nationales réalisées le 31 octobre de 2004, le Parti libéral a obtenu 1 548 votes.

## Liaisons externes
- (es) Site officiel du Parti Libéral